# Heilenbach
Heilenbach település Németországban, Rajna-vidék-Pfalz tartományban. Lakosainak száma 108 fő (2023. december 31.). Heilenbach Ehlenz és Schleid községekkel határos.

## Népesség
A település népességének változása:
| Lakosok száma | 116  | 109  | 111  | 102  | 109  | 108  |
|               | 1975 | 2017 | 2019 | 2021 | 2022 | 2023 |